# Лудвигсхафен на Рајни
Лудвигсхафен на Рајни (њем. Ludwigshafen am Rhein) град је у њемачкој савезној држави Рајна-Палатинат. Град је значајна лука у Њемачкој, наспрам Манхајма (спојени с два моста). Значајна је хемијска индустрија. Посједује регионалну шифру (AGS) 7314000.

## Географија
Град се налази на надморској висини од 96 m. Површина општине износи 77,6 km². 

## Становништво
У самом граду је, према процјени из 2010. године, живјело 163.467 становника. Просјечна густина становништва износи 2.108 становника/km².

## Партнерски градови
| Мјесто     | Држава               | Врста сарадње | Од    |
| ---------- | -------------------- | ------------- | ----- |
| Пасадена   | САД                  | партнерство   | 1948. |
| Хејверинг  | Уједињено Краљевство | партнерство   | 1971. |
| Лорјан     | Француска            | партнерство   | 1963. |
| Сумгајит   | Азербејџан           | партнерство   | 1987. |
| Антверпен  | Белгија              |               | .     |
| Газијантеп | Турска               |               | .     |
| Извор      |                      |               |       |